# 인저스티스: 갓즈 어몽 어스
《인저스티스: 갓즈 어몽 어스》(영어: Injustice: Gods Among Us)는 DC 코믹스를 원작으로 하는 대전 격투 게임이다. 2013년 네더렐름 스튜디오가 개발하고 워너 브라더스 인터랙티브 엔터테인먼트에서 발매되었다.